# Соляний бунт

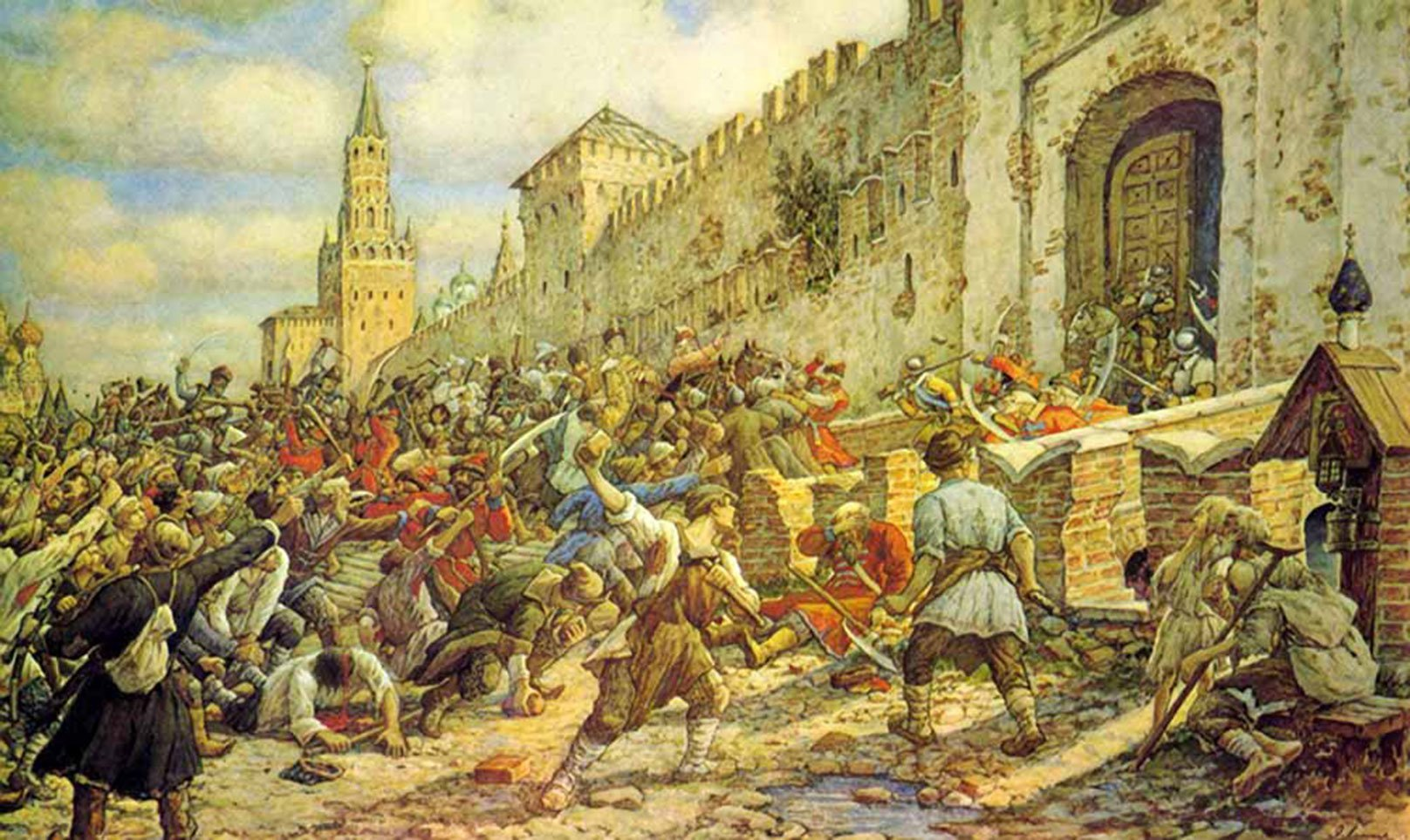
Соляний бунт в Москві, 1648.
Худ. Е. Лісснер, 1938

Соляний бунт (Московське повстання 1648 року) — один з найбільших міських бунтів періоду царювання Олексія Михайловича.
Причиною заворушень стало невдоволення населення діяльністю голови уряду Бориса Морозова. Політика бояр привела до збільшення податкового тягаря і підвищення цін на сіль в кілька разів. У повстанні брали участь посадовці, міські ремісники, стрільці. Повсталі розорили багато боярських дворів, влаштували підпали в Білому місті і Китай-городі. В ході бунту були вбиті ініціатор введення соляного податку Назарій Чистий, глава Пушкарского приказу Петро Траханіотов і суддя Земського наказу Леонтій Плещеєв. Борис Морозов був відправлений царем на заслання в Кирило-Білозерський монастир. Результатом московського повстання стало скликання нового Земського Собору і прийняття Соборного Уложення 1649 року..
Соляний бунт став важливою подією, що сприяв зростанню соціально-політичної активності в Росії в середині XVII століття. Заворушення, викликані підвищенням цін на товари, затримкою платні, політикою уряду продовжилися в різних регіонах країни: на півдні, в Помор'ї, в Сибіру. Найбільші повстання відбулися в 1650 році в Пскові і Новгороді..

## Передісторія
Після Смутного часу (1598-1613 роки) перед новою династією стояло завдання відновлення соціального, економічного, політичного життя держави. Відбувалася поступова централізація державної влади, закріпачення селян, реформування податкової та судової систем. Населення було незадоволене посиленим втручанням держави в різні сфери життя. Так XVII століття, і особливо час правління царя Олексія Михайловича, у російській історіографії часто називають «бунташним». Саме в цей період відбулися багато міських і селянських повстань: соляний бунт 1648 в Москві, «хлібні бунти» в Новгороді і Пскові, мідний бунт 1662 року, повстання Степана Разіна. Деякі історики об'єднують ці соціальні рухи під загальною назвою «міських повстань» або «народних бунтів» XVII століття і розглядають їх як феномен антиурядової активності населення .
Радянський історик Михайло Тихомиров вважає, що «московське повстання 1648 року в першу чергу було направлено проти правлячої верхівки на чолі з боярином Борисом Івановичем Морозовим, царським вихователем, фактичним правителем держави. Але суспільне невдоволення викликалося не тільки, вірніше, не стільки, самим Морозовим і його поплічниками, а набагато глибшими причинами, і в першу чергу поглибленням класових протиріч в російському суспільстві». На думку історика, в результаті нерівномірного розподілу податків в середовищі посадського населення посилювалося майнове і соціальне розшарування.
Стрільці, козаки та інші ратні люди були тісно пов'язані з міським ремеслом і ринком. Тим часом уряд царя Олексія Михайловича на чолі з його «дядьком», боярином Борисом Івановичем Морозовим, явно підтримувало гостей і купців на шкоду посаду і стрільцям.Таким чином, невдала фінансова політика посилила суспільне невдоволення і сприяла розвитку подій літа 1648 року.

## Хід подій
Початком бунту прийнято вважати 1 червня 1648 року. У цей день молодий цар Олексій Михайлович повертався з прощі з Троїце-Сергієва монастиря. При в'їзді в місто царя зустріла великий натовп. «Простий народ» спробував передати цареві чолобитну, спрямовану проти впливових сановників з проханням про відставку і покарання глави Земського приказу Леонтія Плещеєва. Одним з головних пунктів чолобитної була вимога скликання Земського Собору і затвердження на ньому нових законодавчих актів. Однак стрільці розігнали натовп, заарештувавши при цьому 16 осіб, яких відправили в катівню - Костянтино-Єленінську вежу Кремля. Як повідомляли очевидці з почту царя, «вкрай обурений цим народ схопився за каміння і палиці і став кидати їх в стрільців, так що навіть частково постраждали і отримали рани особи, що супроводжували дружину його величності».
Заворушення продовжилися на наступний день. Відповідно до джерел, другого червня «приходили посадські і всякі чорні люди скопом до палацу з великим невіглаством», тобто зібралися на кремлівської площі, вимагаючи задоволення чолобитних. Борис Морозов віддав стрільцям наказ розігнати натовп, але стрільці «звернулися з промовою до натовпу і сказали, що їй нема чого боятися». Незабаром повстанці перейшли до дій: «розграбували багато боярські двори і окольничих, і дворянські, і вітальні». За різними даними, були розгромлені кілька десятків дворів. Ситуацію погіршували пожежі, що поширилися в ці дні по багатьох районах міста.

## Наслідки повстання
Події середини XVII століття були наймасштабнішими народними заворушенням з часів Смути. Найбільш значне з повстань - соляний бунт не можна розглядати в ізоляції від народного руху в інших містах Росії.
Безпосереднім результатом московського повстання стало те, що 12 (22) червня цар спеціальним указом відстрочив стягування недоїмок і тим самим заспокоїв повсталих. У 1648 році Борис Морозов був повернутий до Москви і знову приєднався до уряду, однак настільки великої ролі в управлінні державою він вже не грав. Іншим підсумком Соляного бунту стало остаточне вирішення питання про скликання Земського собору і складання нового кодексу законів. Як відзначають багато авторів, прийняття Соборного Уложення 1649 року стало безпосереднім результатом «міських повстань», що розгорнулися в країні в цей період.
На думку багатьох істориків, московське повстання не було одиничним епізодом міського заколоту. У 1648-1650 роках повстання відбулися в різних частинах держави: в п'яти містах півдня Росії (Воронежі, Курську, Козлові, Челнавському острозі, Сокільське), в Томську, в Устюзі і Сольвичегодську, у Пскові й Новгороді. Сучасний історик Данило Ляпін пропонує визначати «бунтівні міста» 1648-1650 років за двома критеріями: зв'язку з подіями в Москві в червні 1648 року і спробами відсторонитися від влади воєвод під приводом його зради або некомпетентності.